# Gülben Ergen
 (février 2013).
Gülben Ergen est une chanteuse, actrice, présentatrice de télévision turque née le 25 août 1972 à Istanbul en Turquie.

## Biographie
Elle amorce sa carrière comme mannequin, avant de devenir actrice en 1988, alors qu'elle n'est âgée que de 16 ans. Elle obtient un gros succès en 2002-2003, grâce à la mini-série Hürrem Sultan, où elle tient le premier rôle. Le scénario de cette série est signé, entre autres, par Mehmet Murat Somer.
En septembre 2004, elle épouse Mustafa Erdogan, le frère de Yilmaz Erdogan. Ils ont eu un fils le 18 janvier 2007, nommé Atlas, puis des jumeaux le 22 juin 2009, qu'ils nomment Ares et Guney.

## Discographie
- Merhaba (1995)
- Kör Âşık (1999)
- Sade ve Sadece (2002)
- Uçacaksın (2004)
- 9 + 1 Fıkır Fıkır (2005)
- Gülben Ergen (2006)
- Aşk Hiç Bitmez (2008)
- Uzun Yol Sarkilari (2009)
- Soz ve muzik gulben ergen (2021)

## Filmographie
- Biz Ayrılamayız (1988)
- Deniz Yıldızı (1988)
- Av (1989)
- Hanımın Çiftliği (1990)
- Kanun Savaşçıları (1991)
- Yolpalas Cinayeti (1991)
- İşgal Altında (1992)
- İki Kız Kardeş (1994-1995)
- Fırat (1994)
- Marziye (1998-2000)
- Dadı (2000-2002)
- Hürrem Sultan (2002-2003)
- Gönül (2006)
- Gülben Ergen ile Sürpriz (2008)